# Гран-прі Триполі
Гран-прі Три́полі (італ. Gran Premio di Tripoli, араб. جائزة طرابلس الكبرى) — автомобільні перегони, що проводились в італійській Лівії з 1925 до 1940 року.

## Історична довідка
Автомобільний спорт був популярний у передвоєнній Італії й італійська влада у 1925 році вирішила влаштувати щорічне гоночне змагання в Лівії, яка на той час була колонією Італії, як один з елементів колоніальної політики та пропаганди для залучення нових колоністів. З 1925 по 1933 рік гонка проводилася на перегоновій трасі за межами Триполі. Траса у цей час мала довжину 71 кілометр 100 метрів. Призовий фонд становив 80 тисяч італійських лір.
7 травня 1933 року губернатор Лівії Італо Бальбо відкрив нову гоночну трасу довжиною 13,14 км між Триполі і Таджурою  поблизу озера Mellaha на місці колишнього аеродрому. Згідно з правилами Гран-прі учасники повинні були пройти 15 кіл по трасі. З 1933 до 1938 року не було обмежень на масу машини і потужність двигуна, тому Гран-прі Триполі вважалось найшвидкіснішими автоперегонами у світі для того часу.
У другій половині 1930-х років на перегонах переважали автомобілі німецьких марок, тому у 1939-му гонка була проведена серед автомобілів класу «voiturette» (робочий об'єм двигуна до 1500 кубічних сантиметрів), проте німці і тут встигли підготувати свою машину — Mercedes-Benz W165.
З початком Другої світової війн змагання за Гран-прі Триполі припинились.
У 1945 році аеродром було розширено англо-американськими військами для потреб військової авіації. У той час аеродром називався « Mellaha Air Base». Тепер цей аеродром є другим за величиною у Триполітанії і використовується як допоміжний підрозділ міжнародного аеропорту «Mitiga international airport».

## Переможці

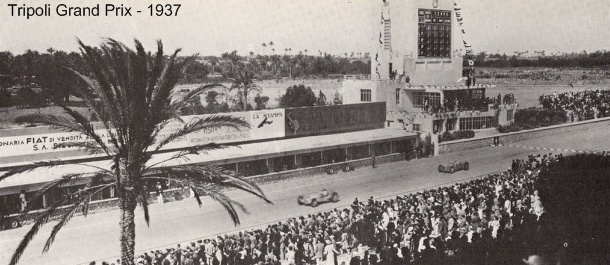
1937 Гран-прі Триполі

| Рік  | Гонщик             | Виробник автомобіля |
| ---- | ------------------ | ------------------- |
| 1925 | Ренато Балестреро  | OM                  |
| 1926 | Франсуа Ейзерманн  | Bugatti             |
| 1927 | Еміліо Матерассі   | Bugatti             |
| 1928 | Таціо Нуволарі     | Bugatti             |
| 1929 | Гастоне Брілі-Пері | Talbot              |
| 1930 | Баконін Борцаччіні | Maserati            |
| 1933 | Акілле Варці       | Bugatti             |
| 1934 | Акілле Варці       | Alfa Romeo          |
| 1935 | Рудольф Караччіола | Mercedes-Benz       |
| 1936 | Акілле Варці       | Auto Union          |
| 1937 | Герман Ланг        | Mercedes-Benz       |
| 1938 | Герман Ланг        | Mercedes-Benz       |
| 1939 | Герман Ланг        | Mercedes-Benz       |
| 1940 | Джузеппе Фаріна    | Alfa Romeo          |